# Carroll, Ohio
Carroll là một làng thuộc quận Fairfield, tiểu bang Ohio, Hoa Kỳ. Năm 2010, dân số của làng này là 524 người.

## Dân số
- Dân số năm 2000: 488 người.
- Dân số năm 2010: 524 người.